# Ōshio Heihachirō
Ōshio Heihachirō (Japans: 大塩平八郎) of Ōshio Chūsai (Japans:  大塩中斎) (4 maart 1793 - 1 mei 1837) was een assistent van de daimyō en inspecteur bij de politie van Ōsaka. Ondanks zijn openbare functie bij de overheid was hij openlijk tegen het regime van de Tokugawa familie. Hij is voornamelijk bekend door zijn belangrijke rol als leider in de opstand tegen het Tokugawa-shogunaat. Daarnaast was hij ook de meest bekende volgeling van de Wang Yangming school (Jp. 陽明学, youmeigaku) van het Confucianisme.

## Jeugd en familie
Ōshio werd geboren als oudste zoon in een samoerai-familie in 1793. Op 15-jarige leeftijd ontdekte dat hij een schandelijke voorouder had die zich enkel bezighield met het schrijven van documenten in het bijzijn van gevangenen en gemeenteambtenaren. Deze vondst leidde tot zijn beslissing om in leer te gaan bij het Neo-Confucianisme. Op 24-jarige leeftijd las hij een boek over morele leefregels van de Chinese filosoof Lü Kun (1536-1618) en raakte hij geïnspireerd door het werk van Lü Kuns meester: Wang Yangming. Op dat moment begon Ōshio zijn levenslange studie gericht naar het onderricht van Wang en zijn leerlingen.

## Werk
Vanaf 13-jarige leeftijd werd Ōshio tewerkgesteld als Yoriki. Daarnaast was hij ook een politie-inspecteur in Ōsaka. Hij bewees zijn integriteit door nooit steekpenningen te aanvaarden en corruptie te bestrijden. Na 14 jaar ontdekte hij dat de nieuwe rechterlijke ambtenaar zo corrupt was dat hij prompt ontslag nam in 1830. Hierna begon hij aan zijn pelgrimstocht naar Ōmi wat leidde tot zijn spirituele ontwaking.
Bij zijn terugkomst begon hij te schrijven en te onderwijzen over Yōmeigaku en startte toen zijn eigen privé leerschool, de Senshindō (洗心洞). Ōshio bracht de rest van zijn pensioen door met het onderrichten van zijn leerlingen. Later publiceerde hij een boek, genaamd Senshindō Sakki (洗心洞箚記), een compilatie van de teksten van zijn colleges en lezingen.

## Filosofie

Symbool van het confucianisme.

Ōshio bouwde voort op de interpretatie dat het leren van aangeboren kennis leidt tot innerlijke vrede, wijsheid en de overstijging van leven en dood. Deze wijsheid heeft een sinologische oorsprong. Zijn metafysica was gebaseerd op Yang Wangming's theorie over Taikyō (absolute geest, Geist) en Makoto (oprechtheid).

### Taikyō (胎教)
Taikyō is de fundamentele creatieve kracht en de bron van alle zaken in het universum. Men moet zich naar de absolute geest keren als men de valse, conventionele categorieën van onderscheid wil overwinnen. De heridentificatie met deze absolute geest zorgt ervoor dat het leven gemakkelijker wordt. Men moet een houding aannemen van ware natuur, oprechte handelingen en het onverschillig zijn voor de dood.

### Makoto (誠)
Oprechtheid (Makoto, 誠) staat in het Boeddhisme bekend als het handelen volgens bepaalde regels en normen. Ōshio nam het idee van oprechtheid over van de Chinese filosoof Wang Yangming en gaf het een unieke Japanse interpretatie. Men moet handelen zoals een dappere samoerai die geen angst kent voor de dood. Deze innerlijke kwaliteit noemt men oprechtheid. Het reflecteert ook deels de manier van handelen van Ōshio tijdens de opstand.

## De opstand

### Aanleiding

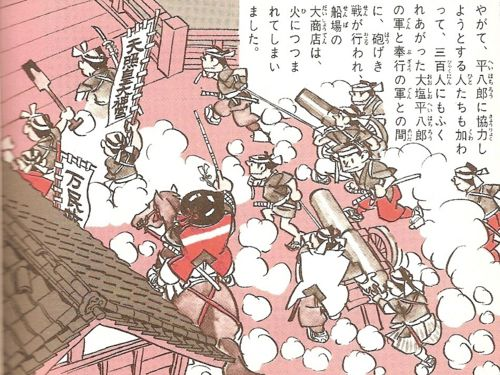
Afbeelding van de opstand onder leiding van Ōshio.

Het Shogunaat van de Edo-periode, opgericht en onder invloed van de Tokugawa familie sinds de Slag bij Sekigahara in 1600, was naast het klimaat, de grootste oorzaak van het lijden van de gewone bevolking en samurai van lagere klasse. De landbouw en voedselproductie kende een crisis door de mislukte oogst in 1833 en 1836 en de overheid eiste hoge belastingsgelden van de gewone burger. Deze crisis was heel zeldzaam in het immer welvarende Kansai en onrust verspreidde zich tot in de grote steden. De bevolking protesteerde tegen de torenhoge rijstprijzen en deed als daad van verzet aan ushi kowashi (let. 'huizen breken'). Dit leidde tot de vernieling van een groot deel van Ōsaka. De onrust in Ōsaka alarmeerde het Tokugawa shogunaat en daarmee ook Ōshio, die op dat moment als Yoriki tewerkgesteld was. In 1837 zocht Ōshio hulp bij de bestuurders van de stad Osaka en de rijke handelaars, maar zijn pogingen waren vruchteloos. Er bestond in die tijd nog geen beweging die voor de rechten van de gewone burger opkwam dus zorgde Ōshio ervoor dat de woede van de bevolking gekanaliseerd werd naar een georganiseerde opstand. Ondanks het feit dat hij veel invloed had en lid was van de elite van Japan, hielp hij hen toch te vechten tegen de corruptie van de overheid. De mislukte oogst, die hongersnood en hoge rijstprijzen tot gevolg had, samen met het verergeren van fiscale problemen en problemen met het buitenland (opiumoorlogen), noemt men de Tenpō-crisis (1830-1844). Dit was de directe aanleiding voor de opstand onder leiding van Ōshio Heihachirō.

### Verzet

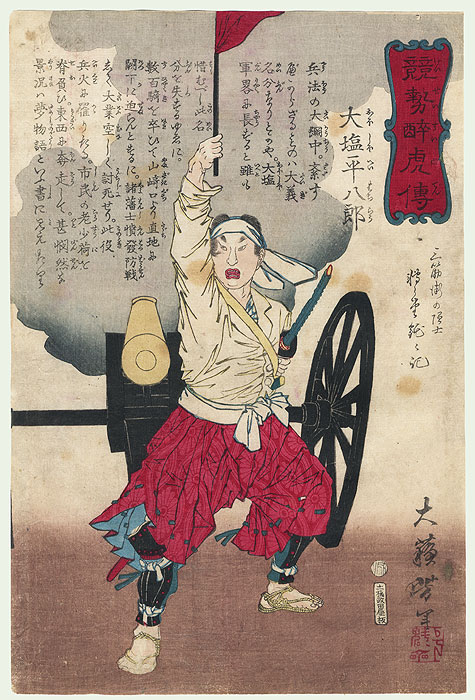
Ōshio Heihachirō afgebeeld door Tsukioka Yoshitoshi.

Ōshio en zijn bondgenoten moesten noodgedwongen de opstand vroeger beginnen omdat een verraderlijke informant de autoriteiten had geïnformeerd. Op 19 februari 1837 stak Ōshio zijn huis in Ōsaka in brand als signaal voor zijn volgelingen om van start te gaan met de opstand, nog voor de bakufu troepen de kans hadden deze te onderdrukken. Hij droeg de boeren op om belastingarchieven te verbranden en aan de armen beval hij de warenhuizen van de rijken te plunderen en de rijst te herverdelen onder de hongerige bevolking. De opstand was een fiasco. De opstandelingen waren slecht getraind in het gebruik van wapens en gevechtstechnieken, en ook de bakufu troepen waren incompetent. Uiteindelijk konden de overheidssoldaten de opstand toch neerslaan en vluchtte Ōshio naar de bergen, samen met zijn zoon. Hij werd vervolgd, maar stak zijn schuilplaats in brand voor de bakufu troepen hem konden arresteren. Hij verbrandde zichzelf en zijn zoon levend.

### Gevolgen
Men kan concluderen dat deze gewaagde actie een mislukking was. Meer dan 3.000 huizen brandden op en 30.000 tot 40.000 koku rijst werden verwoest. Het grootste deel van zijn volgelingen pleegde zelfmoord en van de 29 opstandelingen, die in gevangenschap genomen werden, overleefden maar vijf de ondervraging. Zij werden nadien gepekeld in zout zodat hun lichamen gekruisigd konden worden. Ondanks alle heisa is het nog steeds niet duidelijk wat Ōshio's politieke programma en strategie was. Men vermoedt dat hij enkel om symbolische en confucianistische redenen de bevolking wou helpen. Een positieve nasleep was wel dat het land opnieuw in de internationale politiek werd gezogen en dat de sociale en economische problemen werden aangekaart.
- CiNii: DA0112355X
- Gemeinsame Normdatei: 1048735494
- International Standard Name Identifier: 0000 0000 8034 6175
- Library of Congress Control Number: n81095170
- Bibliotheek van het Japanse parlement: 00271419
- Nationale Bibliotheek van Israël: 987007436669005171
- Nederlandse Thesaurus van Auteursnamen: 29206991X
- Réseau des bibliothèques de Suisse occidentale: 02-A024106269
- Système universitaire de documentation: 130171999
- Virtual International Authority File: 40700273
- WorldCat: E39PBJdrCxCwjpx7mRkxqCX8G3